# Griffon barbudo
O griffon barbudo é uma raça de cão brasileira que atualmente corre sério risco de extinção, possui uma versão menor conhecida por barbudinho. Ainda não é reconhecida por nenhuma entidade cinófila devido à falta de um criador interessado em organizar a criação em busca do desenvolvimento e reconhecimento desta raça que é um patrimônio genético brasileiro. A maioria dos cães desta raça pertencem a pessoas desligadas do mundo cinófilo, que a utilizam para companhia, pastoreio de gado e ovelhas e principalmente para a caça de susbsistência.

## História

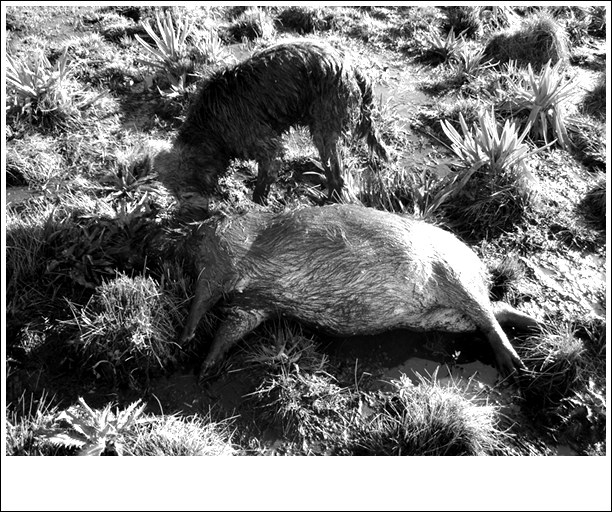
1983, sul do Brasil: Griffon barbudo com uma capivara abatida à margem do rio.

Há três hipóteses para seu surgimento, a primeira é levantada pelo médico veterinário Edo Cécere de Carvalho, e diz que na década de 30, cães de tipo griffon eram muito comuns no Uruguai, e acredita-se que estes cães frequentemente atravessavam a fronteira com o Brasil auxiliando peões a tocar o gado, e já em território brasileiro teriam na campanha gaúcha aleatoriamente cruzado com cães das raças ovelheiro gaúcho e perdigueiro gaúcho, seus descendentes geravam excelentes cães pastores de bois e ovelhas e principalmente cães de caça a paca, a capivara, ao tatu e ao javali, com isto foram muito apreciados e difundidos no sul do Estado do Rio Grande do Sul, gerando uma nova raça de cão brasileira,
É sábido que esta raça também teria chegado aos estados de Santa Catarina e posteriormente ao Paraná e ao Uruguai, provavelmente isto teria ocorrido devido a boa fama da raça na atividade de caça, o que contribuiu que tenha chegado a estes dois outros estados e também ao país de onde vieram os ancestrais da raça.
Outra hipótese é defendida pelo cinófilo Milton Almeida, ex-presidente do Rio Grande Cassino Kennel Clube, ele se baseia apenas nas características fenotipicas e comportamentais do barbudo, ele acredita que os possíveis ancestrais do barbudo são as raças schnauzer, old english sheepdog e airedale terrier. Segundo ele, a aparência, o pelo duro com textura de "arame" grosso e a cor preta ou cinza desse cão remetem ao schnauzer, já os cães de cores baio, cinza, dourado e branco de maneira sólida, e os bicolores de preto e branco e tricolores de preto, castanho e branco e mais o instinto de caça e de pastoreio são evidências da presença de genes de outras raças. A densidade da pelagem crespa, a estrutura física e o instinto de pastoreio, segundo Milton provavelmente vem do old english sheepdog, e a habilidade para a caça e o temperamento genioso são heranças do airedale terrier.
Uma terceira hipótese tem um contexto histórico e fenotipico mais provável que a segunda, devido a sua semelhança física e comportamental com três raças portuguesas. Ressalta-se que estas três raças portuguesas tem pelagem de textura semelhante à do barbudo caçador.
Estas raças foram trazidas ao Brasil durante a época colonial, por isso o barbudo caçador pode perfeitamente descender das raças barbado da Ilha Terceira, herdando deste o primeiro nome, o que é comum entre as raças caninas geradas naturalmente a partir de outras, e o cão da cão da Serra de Aire, estas raças foram trazidas para auxiliar os colonos portugueses nas atividades rurais no interior do Brasil. E o cão d'água português possivelmente também contribuiu com seus genes na formação do barbudo, esta raça também veio nas caravelas, utilizada pelos marinheiros e pescadores portugueses para atividades relacionadas ao mar, como por exemplo levar recados presos à coleira entre embarcações, deste último o barbudo herdou o gosto nato pelo ambiente aquático.
Apesar de nenhuma hipótese ser comprovada, o mais provável é que uma mescla das hipóteses ter gerado o griffon barbudo caçador.

## Nomenclatura
o griffon barbudo é conhecido por diversos nomes, dependendo do município onde existam exemplares, barbudo ou barbudo caçador são os nomes mais comuns, barbudinho é como são chamados os exemplares da variedade pequena, mas a raça também é conhecida por barba de arame, barbicha, griffon, griffon gaúcho, griffon barbudo, barbudo gaúcho, barbudo caçador, javalizeiro, capivareiro, e por serem mais comuns nos municípios localizados na fronteira com o Uruguai, também são chamados de uruguaio.

## Aparência

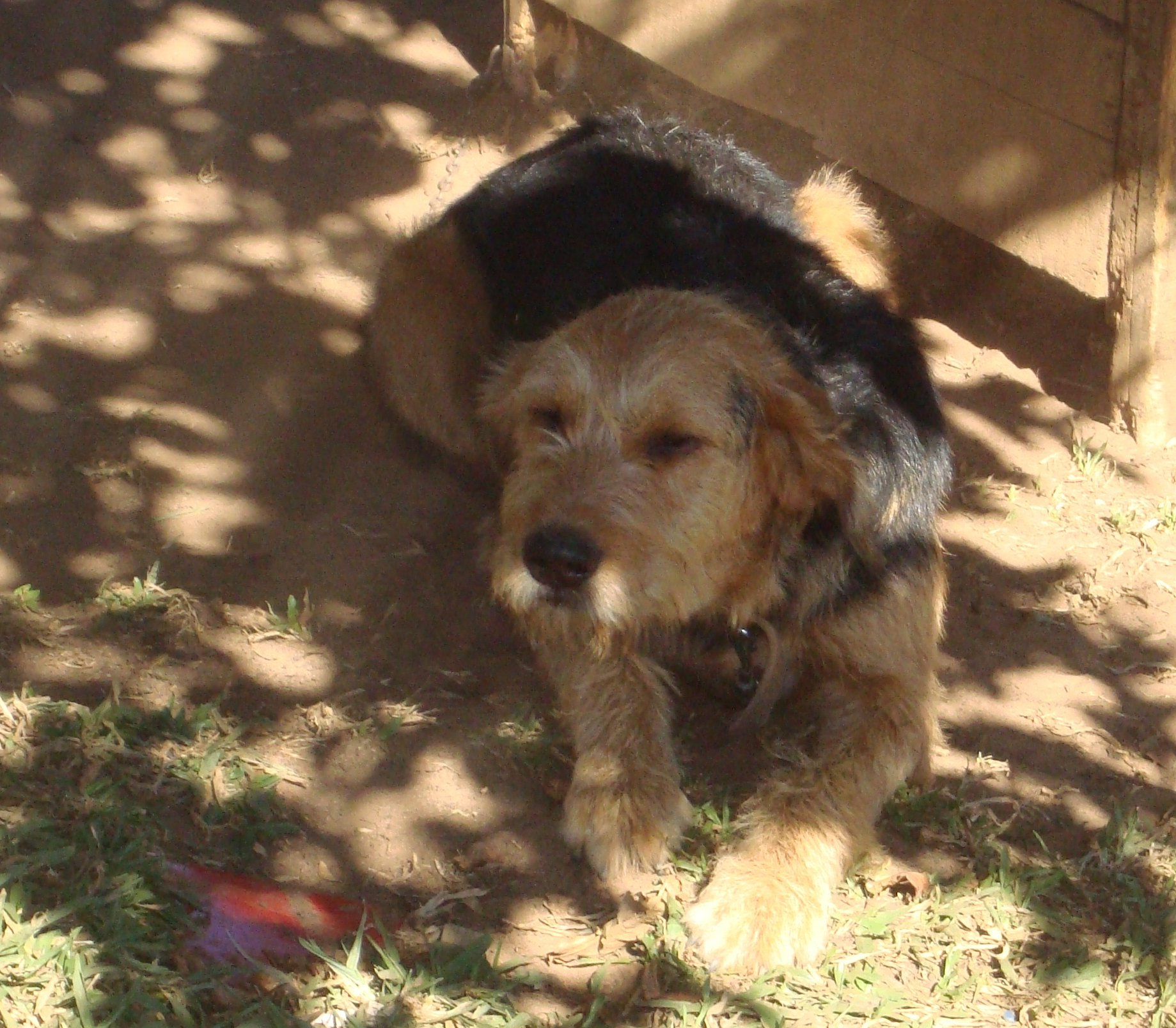
Filhote.

Os griffons barbudos tem porte médio a grande, com altura na cernelha variando entre 55 a 65 cm, e são robustos, pesando entre 30 e 40 kg,[carece de fontes?] já sua versão menor, como o próprio nome sugere, são de pequeno porte, pesando entrem 5 e 12 kg,[carece de fontes?] a maioria possui pelagem predominantemente cinza, mas várias outras cores estão presentes na raça, como o preto, branco, cobre, castanho e amarelo em várias tonalidades, do amarelo claro passando pelo dourado até o amarelo escuro, e em várias combinações, sendo muitos bicolores e alguns tricolores, e também há os de cor sólida. O pêlo é de arame, bastante grosso e em maior quantidade no maxilar e focinho, com comprimento variando entre dois e seis centímetros, para manter a higiene é necessário a tosa para os que vivem dentro das residências, já para os que vivem no campo não é necessário, a pelagem grossa e abundante protege o cão das intempéries. As orelhas são dobradas, pendentes e de tamanho médio.

## Temperamento e aptidões
São cães com grande aptidão para a caça, excelentes cães de companhia, alegres, brincalhões e um tanto quanto geniosos.

### Como cão de companhia
Devido a seu porte e sua beleza, são usados como cães de companhia, são cães dóceis com seres humanos, mas com instinto de guarda nos exemplares grandes e de alarme nos pequenos.

### Como cão pastor
Com menos intensidade hoje em dia nesse tipo de prática, mas antigamente eram usados como pastores de gado e ovelhas, sendo os de tamanho grande mais aptos aos rebanhos de gado, e os pequenos aos de ovinos. Há cerca de trinta anos várias estâncias da campanha gaúcha tinham pelo menos um barbudo trabalhando como cão pastor, mas com o tempo foram sendo substituídos por raças especializadas no pastoreio, como o ovelheiro gaúcho.

### Como cão de caça

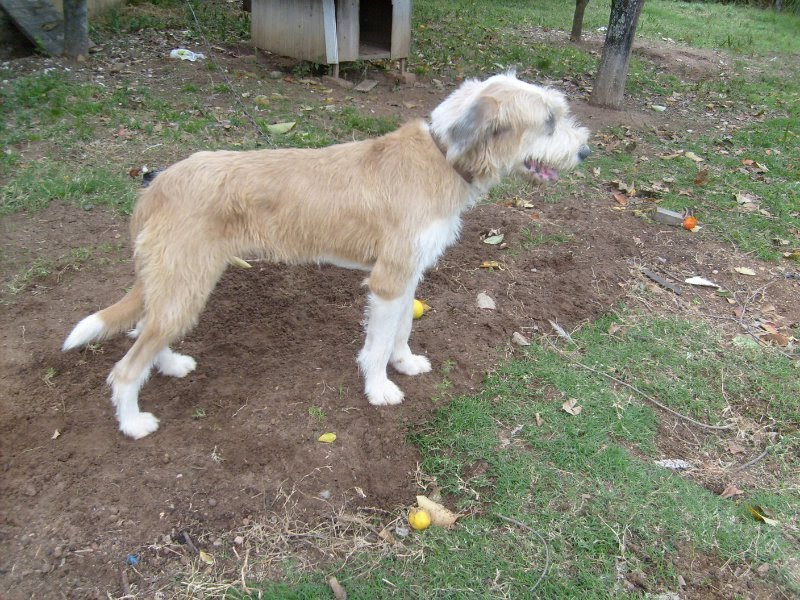
Fêmea tosada.

A sua principal aptidão é a caça, principalmente de tatu, paca, capivara, e javali, onde tem excelente destaque, com muita coragem e grande resistência física para longas caçadas, sua principal característica nas caçadas é a tenacidade com que procuram, perseguem e atacam a caça, sendo considerados assim, cães muito completos, porque ao contrário da maioria das raças de caça, que apenas procuram acuar com latidos a caça para que o caçador possa abatê-la, o barbudo procura atacá-la para ele mesmo abater a caça, mesmo que sejam grandes, pois são cães de muita coragem, e nesta tarefa geralmente atuam em duplas, trios ou até mais cães:. Movimentam-se com muita destreza em terrenos de difícil circulação como charcos, grotas e cursos d'água, devido a serem excelentes nadadores são uma das melhores raças para a caça da capivara e outros animais de ambientes onde se encontra água em abundância. Apesar de serem geniosos, vivem tranquilamente em matilha, se forem acostumados a viver desta maneira desde a infância.

## Risco de extinção
A raça Griffon hoje sofre sério risco de extinção, segunda a médica veterinária Lisiane dos Santos Horstmann, de Santana do Livramento, há cerca de 20 anos, 10% dos cães atendidos em sua clínica eram da raça griffon barbudo, atualmente não passam de 2%.
Segundo o médico veterinário, Edo Césere de Carvalho, do município de Dom Pedrito, há 10 anos cerca de 5% dos cães atendidos por ele eram da raça griffon barbudo, e de um ano para cá não viu mais nenhum.
Porém griffons barbudos ainda podem ser vistos perambulando pelas áreas urbanas e rurais do interior do Sul do Brasil, a maioria são cães sem dono, e alguns são de poucos caçadores da região. Cerca de 20% dos 250 cães de rua recolhidos mensalmente em Bagé são barbudos ou mestiços de barbudos, esta é a estimativa do Núcleo Bageense de Proteção dos Animais São Francisco de Assis. A maioria são mestiços de barbudo com outras raças, mas ainda é possível encontrar exemplares puros, que reúnem todas as características fisicas do barbudo. Este cão deve chegar nos próximos anos a extinção, devido a falta de alguém interessado em trabalhar pelo resgate e oficialização da raça, e pelas castrações promovidas pelos centro de controle de zoonoses e outras organizações não governamentais da região, que não distinguem barbudos dos cães sem raça definida no momento da castração.